# Pseudleptomastix mexicana
Pseudleptomastix mexicana is een vliesvleugelig insect uit de familie Encyrtidae. De wetenschappelijke naam is voor het eerst geldig gepubliceerd in 2003 door Noyes & Schauff.